# 何志聪
何志聪（1918年1月—2020年9月17日），原名何自聪，四川通江人，中国人民解放军大校。原南京军区炮兵司令员、司令部副参谋长。

## 生平
1917年农历12月生于四川省通江县龙凤乡何家坪。1933年5月加入中国工农红军，1936年12月加入中国共产党。第一次国共内战时期，任红四方面军10师28团战士、班长，随军参加长征。抗日战争时期，历任八路军第129师769团连政治指导员、14团连长、营长、4支队51团副团长，参加忻口、响堂铺、神头岭、段村、白晋路、关家垴等战役战斗。第二次国共内战时期，历任第2野战军3纵队20团政治委员、21团（朱德警卫团）团长，参加上党、邯郸、定陶、豫北、鲁西南、淮海、渡江、西南等战役战斗。1947年4月，获第3纵队授予的“战斗英雄”荣誉称号。1949年4月，率部全歼国军第二快速纵队，俘虏司令官李守正等。
1949年10月中华人民共和国成立后，又参加西昌战役、川滇黔地区剿匪、抗美援朝。1953年3月，任11军33师副师长。1957年8月赴南京解放军军事学院进修。1960年7月，任定海守备区司令员。1962年3月至1969年10月，任舟嵊要塞区嵊泗守备区司令员。1964年10月，任舟山要塞区副司令员。1971年1月，任南京军区司令部副参谋长。1972年9月，任南京军区炮兵司令员。
何志聪1955年9月被授予上校军衔，1962年11月晋升为大校军衔。是第五届全国人大代表，第五届江苏省人大代表，第六届江苏省政协委员、常委。
2020年9月17日20时42分在南京逝世。